# Jenim
Jenim, ou Jenin (em árabe: ; em hebraico: ג 'נין), é a terceira maior cidade da Cisjordânia e um importante centro agrícola do Estado da Palestina. A cidade serve como centro administrativo da província de Jenim, e é um importante centro para as cidades vizinhas. Em 2007, a cidade tinha 39 004 habitantes — além da população do campo de refugiados adjacente, estabelecido pela ONU em 1953 e também chamado Jenim, onde viviam 10 371 pessoas. Embora a cidade esteja formalmente sob a administração da Autoridade Nacional Palestiniana, foi invadida por militares israelenses durante a Operação Escudo Defensivo, em 2002. O Tzahal realiza incursões regulares ao local desde então.

## Geografia
A cidade de Jenim está situada no norte da Cisjordânia. Engloba tanto o vale do Jordão a leste e ao Marj Ibn Amer (Vale de Jizreel), para o norte. Jenim é o local onde se pensa estar a aldeia de En-Gannim, mencionada na Bíblia.

## História
A cidade de Ein-Ganeem é mencionada na Bíblia hebraica como a cidade dos Levitas da tribo de Issachar. Após alguns anos, o nome da cidade foi alterado para Ginat. O historiador judeu Flávio Josefo também menciona-a como uma cidade no norte de Samaria. O nome árabe Jenim, em última análise, deriva da antiga denominação.
Durante a Primeira Guerra Mundial, a cidade foi palco de uma das operações da Batalha de Megido, que culminou na sua tomada por tropas australianas do Corpo Montado do Deserto britânico. Em 1937, Jenim era conhecida como a vila canaanita de Ein-Ganeem ou Tel Jenim.
Jenim foi um centro de agitação civil no período 1936-1939, durante o Mandato Britânico da Palestina, com a revolta árabe motivada pelo assassinato do xeque Izz al-Din al-Qassam pelos britânicos. Em 25 de agosto de 1938, após o Comissário Adjunto do Distrito de Jenim ser assassinado em seu escritório, uma grande força britânica entrou na cidade. Os habitantes foram intimados a deixar o local, e cerca de um quarto da cidade foi destruída.
Em 1948, com a Guerra árabe-israelense de 1948, a cidade foi defendida por forças iraquianas e, em seguida, brevemente capturado por forças de Israel usada com brigada durante os "10 Dias" combates" na sequência do cancelamento do primeiro acordo de cessar-fogo.
O campo de refugiados Jenim foi fundado em 1953 para abrigar palestinos que fugiram ou foram expulsos de suas aldeias e vilas indígenas, nas áreas que se tornaram o território israelita durante a Guerra árabe-israelense de 1948.
Por 19 anos, a cidade esteve sob controle da Jordânia, foi capturada em seguida pela Forças de Defesa de Israel, no primeiro dia da Guerra dos Seis Dias de 1967.

### Batalha de Jenim
Em 1996, Israel passou o controle da cidade para a Autoridade Palestina  como parte dos Acordos de Oslo. No início da Intifada de Al-Aqsa, Israel alegou que a cidade tinha se tornado uma fonte central para o envio de bombistas suicidas para as regiões Norte e Centro de Israel. De acordo com fontes israelenses, um quarto de todos os atentados bombistas suicidas em Israel, a segunda Intifada teve origem em Jenim.
Após a batalha, Jenim caiu sob o controle dos militares israelitas. Nesse momento, os residentes de Jenim, foram sujeitos a toques de recolher prolongados. Vários militantes e civis palestinos foram mortos pelas Forças de Defesa de Israel. Um funcionário da Agência das Nações Unidas de Assistência aos Refugiados da Palestina no Próximo Oriente (UNRWA), Ian Hook, também foi morto por tropas de Israel, em 22 de novembro de 2002.

## Demografia

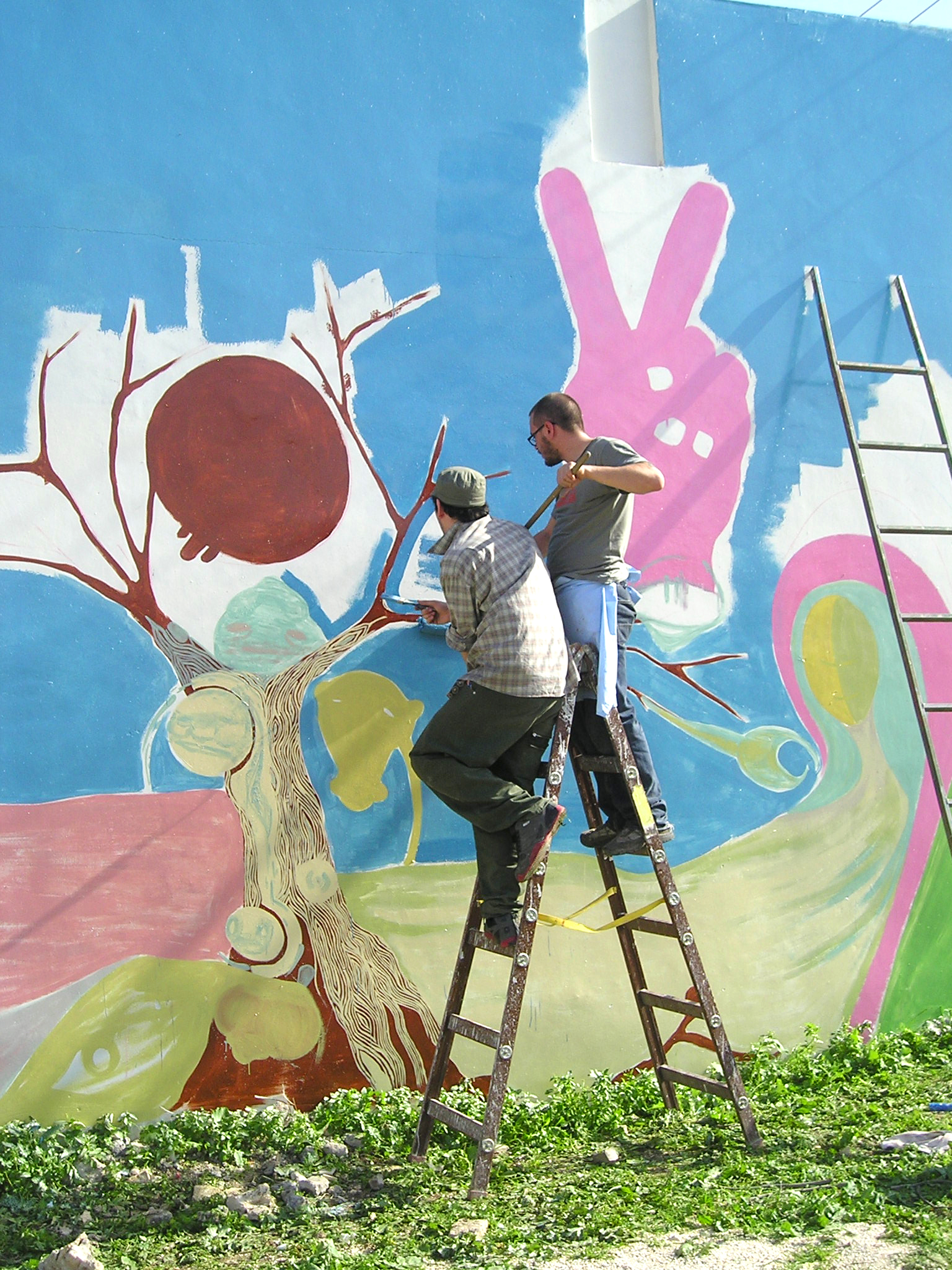
Voluntários do Serviço Civil Internacional, em Jenim, 2005

De acordo com estimativas, a área urbana de Jenim tinha 39 004 habitantes no ano de 2007 (palestinos), sendo o principal centro populacional da Região de Jenim, ao norte da Cisjordânia, cuja população total é de 256 619 indivíduos. No campo de refugiados de Jenim estão alojados aproximadamente 10 371 pessoas, de acordo com a UNRWA (Agência das Nações Unidas de Assistência aos Refugiados da Palestina no Próximo Oriente) com 92 acres. Algo em torno de 42,3% da população do campo é de idade inferior a quinze anos.

## Política
Eleições autárquicas foram realizadas em Jenim, em 15 de dezembro de 2005. Seis lugares foram ganhos pela coligação local do Hamas e da Fatah e da Frente Popular para a Libertação da Palestina. Jenim foi uma das várias cidades onde o palestino Hamas teve um enorme crescimento do apoio eleitoral.

## Jenim no cinema
O filme de Mohammed Bakri, Jenin, Jenin, sobre a invasão militar israelense do campo de refugiados de Jenim, na Cisjordânia, em 2002, ganhou o prêmio de Melhor Filme no Festival de Cinema Internacional de Cartago.